# 802

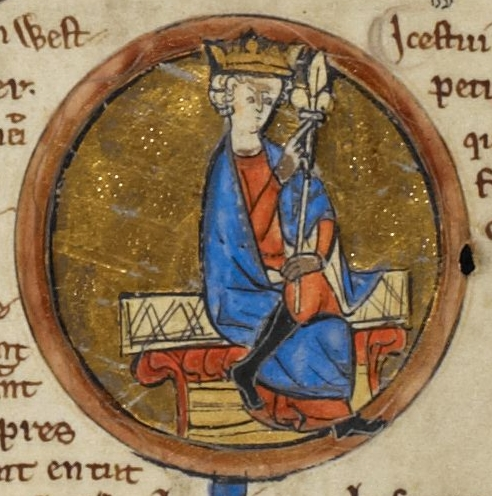
Koning Egbert van Wessex (770-839)

Het jaar 802 is het 2e jaar in de 9e eeuw volgens de christelijke jaartelling.

## Gebeurtenissen

### Byzantijnse Rijk
- 31 oktober - Keizerin Irene wordt na een regeerperiode van 5 jaar afgezet door de logothetes (minister van financiën) Nikephoros en verbant haar naar het eiland Lesbos in de Egeïsche Zee. Nikephoros neemt haar plaats in en laat zich in Constantinopel in de Hagia Sophia tot keizer kronen van het Byzantijnse Rijk.

### Brittannië
- Koning Beorhtric van Wessex overlijdt door vergiftiging na een regeerperiode van 12 jaar en wordt begraven in Wareham. Prins Egbert keert terug naar Engeland na een ballingschap van 13 jaar. Hij is opgegroeid aan het Frankische hof van keizer Karel de Grote en volgt Beorhtric op als koning.
- De Vikingen plunderen de abdij van Iona aan de westkust van Schotland. (waarschijnlijke datum)

### Europa
- 20 juli - Een Frankische delegatie keert na een zeereis van 5 jaar terug in Aken. Nadat Karel de Grote deze heeft gestuurd (zie: 797) naar de Arabische kalief Haroen al-Rashid in Bagdad. Karel ontvangt vele geschenken waaronder een wateruurwerk, zijde stoffen en de witte olifant Abul-Abbas.
- De stad Tudela (huidige Spanje) wordt gesticht door de Moren. (waarschijnlijke datum)

### Azië
- Prins Jayavarman II sticht het Khmer-rijk (huidige Cambodja) dat tot de 13e eeuw een groot deel van Indochina zal beheersen.

## Overleden
- Beorhtric, koning van Wessex
- Paulinus II, patriarch van Aquileia (of 804)